# 나카쓰치촌
나카쓰치촌(일본어: 中土村)은 일본 나가노현 기타아즈미군에 있던 촌이다. 현재의 오타리촌에 해당한다.

## 역사
- 1889년 4월 1일 - 정촌제 시행에 의해 기타아즈미군 나카쓰치촌이 단독으로 자치체를 형성하였다.
- 1958년 4월 1일 - 미나미오타라촌, 기타오타리촌과 합병해 오타리촌이 성립하여, 동일 나카쓰치촌은 폐지되었다.

## 교통

### 철도
- 일본국유철도
  - 오이토선 (인접한 미나미오타리촌에 소재했었음)

### 도로
- 국도 제148호선

## 참고문헌
- 角川日本地名大辞典 20 長野県